# Pressestunde
Die Pressestunde ist eine Diskussionssendung des Österreichischen Rundfunks (ORF). Die Diskussionen finden sonntags ab 11:05 Uhr statt und werden live in ORF 2 übertragen.

## Beschreibung
In der Pressestunde diskutiert meistens ein Gast, gelegentlich auch zwei Gäste, mit jeweils einem Journalisten eines Printmediums sowie einem des ORF, der gleichzeitig der Hauptmoderator der Sendung ist. Zu Gast sind meist aktive österreichische Politiker oder Vertreter der Sozialpartner oder der Kirche, daneben auch ehemalige Politiker sowie Personen, die auf andere Weise in der Öffentlichkeit stehen und zu aktuellen Geschehnissen und Themen Stellung nehmen.
Die erste Pressestunde wurde am 28. Oktober 1979 mit Hannes Androsch als Gast ausgestrahlt, der damals Vizekanzler war.

## Moderatoren

### ORF-Journalisten
- Barbara Battisti
- Josef Broukal
- Hans Bürger
- Claudia Dannhauser
- Fritz Dittlbacher
- Kaspar Fink
- Peter Fritz
- Wolfgang Geier
- Gerald Groß
- Brigitte Handlos
- Robert Hochner †
- Hans Huber
- Gerhard Jelinek
- Gaby Konrad
- Ulla Kramar-Schmid (bis 2015 bei Profil)
- Waltraud Langer
- Thomas Langpaul
- Stefan Lenglinger
- Johannes Marlovits
- Andreas Mayer-Bohusch
- Rudolf Nagiller
- Elmar Oberhauser
- Julia Ortner
- Patricia Pawlicki
- Andreas Pfeifer
- Regina Pöll
- Helma Poschner
- Tobias Pötzelsberger
- Claudia Reiterer
- Sonja Sagmeister
- Martina Salomon
- Rebekka Salzer
- Günter Schmidt †
- Julia Schmuck
- Susanne Schnabl
- Matthias Schrom
- Mathilde Schwabeneder †
- Hanno Settele
- Robert Stoppacher
- Simone Stribl
- Peter Unger
- Christoph Varga
- Wolfgang Wagner
- Gabi Waldner
- Klaus Webhofer
- Matthias Westhoff
- Armin Wolf
- Günther Ziesel †

### Medien-Journalisten
- Hans Besenböck (Wirtschaftswoche)
- Isabelle Daniel (Österreich)
- Veronika Dolna (Kleine Zeitung)
- Niki Fellner (Oe24)
- Wolfgang Fellner (Österreich)
- Alexandra Föderl-Schmid (Süddeutsche Zeitung)
- Helmut A. Gansterer (Trend)
- Annette Gantner (Oberösterreichische Nachrichten)
- Stefan M. Gergely (freier Journalist)
- Richard Grasl (Kurier)
- Johanna Hager (Kurier)
- Doris Helmberger-Fleckl (Die Furche)
- Klaus Herrmann (Kronen Zeitung)
- Andreas Koller (Salzburger Nachrichten)
- Hanna Kordik (Die Presse)
- Christoph Kotanko (Oberösterreichische Nachrichten)
- Ulla Kramar-Schmid (Profil, seit 2016 ORF-Moderatorin)
- Katharina Krawagna-Pfeifer (Salzburger Nachrichten)
- Herbert Lackner (Profil)
- Karin Leitner (Tiroler Tageszeitung)
- Eva Linsinger (Profil)
- Rainer Nowak (Die Presse)
- Christian Nusser (Heute)
- Hubert Patterer (Kleine Zeitung)
- Peter Pelinka (Format später News)
- Susanne Puller (Austria Presse Agentur)
- Peter Rabl (Kurier)
- Christian Rainer (Profil)
- Claus Reitan (Tiroler Tageszeitung)
- Gerold Riedmann (Vorarlberger Nachrichten)
- Anneliese Rohrer (Die Presse)
- Maria Scholl (Austria Presse Agentur)
- Hannes Schopf † (Die Furche)
- Helmut Spudich (Der Standard)
- Ingrid Steiner-Gashi (Kurier)
- Petra Stuiber (Der Standard)
- Anna Thalhammer (Profil)
- Armin Thurnher (Falter)
- Barbara Tóth (Falter)
- Doris Vettermann (Kronen Zeitung)
- Georg Wailand (Kronen Zeitung)
- Eva Weissenberger (News)
- Marco Witting (Tiroler Tageszeitung)
- Alfred Worm † (News)